# Джек Черчилль
Джон «Джек» Малькольм Торп Флемінг Черчилль (нім. John "Jack" Malcolm Thorpe Fleming Churchill; 16 вересня 1906, Гонконг — 8 березня 1996, Суррей) — британський офіцер, підполковник. Відомий тим, що під час Другої світової війни ходив в бій, озброївшись англійським довгим луком і шотландським палашом. Його улюблений вислів: «Будь-який офіцер, що йде в бій без меча, озброєний неправильно» (англ. Any officer who goes into action without his sword is improperly armed).

## Біографія
Народився в Гонконгу в сім'ї англійців, освіту здобув в коледжі короля Вільгельма на острові Мен. У 1926 році Черчилль закінчив Королівську військову академію в Сандхерсті, після чого вступив на службу в Манчестерський полк в Бірмі. В 1936 році звільнився в запас і влаштувався на роботу редактором газети. Завдяки вмінню стріляти з лука і грати на волинці в 1924 році знявся в невеликій ролі у фільмі «Багдадський злодій». У 1939 році виступав в Осло за Велику Британію на чемпіонаті світу зі стрільби з лука.

### Друга світова війна
З початком Другої світової війни, після окупації Польщі, Черчилль повернувся в армію. У травні 1940 року зі своїм підрозділом Манчестерського полку напав із засідки на німецький патруль поблизу Л'Епінет. Черчилль дав сигнал до атаки, застреливши німецького фельдфебеля з лука, ставши, таким чином, єдиним відомим солдатом, який застрелив противника з лука в ході війни. Після боїв в Дюнкерку Черчилль пішов добровольцем в коммандос, не знаючи про цей підрозділ нічого, а тільки тому, що його назва звучала страхітливо.
Черчилль був заступником командира командос в операції спеціальних підрозділів британських збройних сил «Стрільба з лука» на захопленому Німеччиною норвезькому острові Вогсей 27 грудня 1941 року. Джек вирвався вперед, як тільки десантне судно опустило пандус, і, перш ніж кинути гранату, зіграв мелодію на волинці.
У липні 1943 року як командир він керував висадкою командос в Катанії на Сицилії в своєму улюбленому виді — з шотландським палашом на поясі, луком і стрілами на плечі і волинкою під пахвою. В такому ж вигляді він керував висадкою десанту в Салерно. Після отримання наказу захопити німецький спостережний пункт біля міста Ла-Моліна, який контролює прохід, що веде до плацдарму Салерно, очолив атаку. Бійці 41-го підрозділу командос проникли в місто. Черчилль особисто взяв у полон 42 солдатів супротивника і, навантаживши їх трофейною зброєю, включаючи гвинтівки і міномети, доставив в англійський табір.
У 1944 році він керував підрозділом командос в Югославії, де вони допомагали партизанам Йосипа Броз Тіто на Адріатичному острові Віс. У травні йому було наказано здійснити напад на окупований німцями острів Брач. Він організував різношерсту армію, що складалася з 1500 партизан, 43-го підрозділу командос і невеликого загону з 40-го підрозділу. Висадка пройшла успішно, але пізніше, зіткнувшись із запеклим опором супротивника, партизани вирішили відкласти напад на добу. За сигналом волинки Черчилля інші командос вступили в бій. Наступного ранку 43-й підрозділ атакував супротивника з флангів, а загін з 40-го — з фронту. Партизани залишилися на місці висадки. Командос потрапили під сильний мінометний обстріл, і тільки Черчиллю і ще шести бійцям вдалося дістатися до цілі. Черчилль продовжував грати на волинці мелодію «Невже ви вже не повернетеся». Врешті-решт він, єдиний вцілілий, знепритомнів і був захоплений в полон. Пізніше він був доставлений на літаку до Берліна для допиту, оскільки через прізвище його вважали родичем прем'єр-міністра Великої Британії Вінстона Черчилля. Виходячи з літака, Черчилль зумів влаштувати на борту пожежу за допомогою шматка газети і недогарка свічки. Німецьким ж офіцерам він пояснив причину пожежі курінням одного з пілотів. Через деякий час його відправили до концентраційного табору Заксенгаузен.
У вересні 1944 року він разом з офіцером Королівських ВПС втік з концтабору. Удвох вони спробували пробратися до узбережжя Балтійського моря, але були спіймані недалеко від міста Ростока, за декілька кілометрів від моря. Наприкінці квітня 1945 року Черчилль і близько 140 інших важливих в'язнів концтабору перевели до Тіроля під охорону військ СС. Делегація ув'язнених зв'язалася з німецькими офіцерами і повідомила, що вони побоюються, що їх можуть стратити. Військова частина під командуванням гауптмана Віхарда фон Альвенслебена встала на бік в'язнів, які були виведені з табору і відпущені. Після відходу від німців Черчилль пройшов 150 кілометрів до Верони, Італія, де він зустрівся з американськими військами.
Оскільки на Тихому океані бойові дії ще тривали, Черчилль був направлений до Бірми, де в той час йшли великі бої на суші з Японією. Але на той час, коли він досяг Індії, Японія капітулювала. Черчилль висловив невдоволення цією подією словами: «Якби не ці кляті янкі, ми могли б воювати ще 10 років», маючи на увазі атомні бомбардування Хіросіми і Нагасакі.

### Після війни
У 1946 році завдяки своєму партнерові з веслування Роберту Тейлору був запрошений кінокомпанією «20th Century Fox» для участі в зніманні фільму «Айвенго» в епізодичній ролі лучника, який стріляв зі стін Ворікського замку.
Після закінчення Другої світової війни Черчилль освоїв стрибки з парашутом як службовець полку Сіфортських горян, а потім вирушив до Палестини як заступник командира 1-го піхотного батальйону Легкого піхотного полку горян. Навесні 1948 року, незадовго до закінчення британської присутності в регіоні, Черчилль був залучений в ще один конфлікт. Разом з дванадцятьма своїми солдатами він спробував допомогти медичному конвою  Хадасса, на який напали кількасот арабів. Після різанини він координував евакуацію 700 єврейських лікарів, студентів і пацієнтів з лікарні Хадасса в кампус Єврейського університету на горі Скопус в Єрусалимі.
У наступні роки Черчилль служив інструктором у повітряно-десантній школі в Австралії, де став палким прихильником серфінгу. Повернувшись до Англії, став першою людиною, яка зпймалася серфінгом на припливній хвилі річки Северн. В 1959 році вийшов у відставку.

## Сім'я
8 березня 1941 року Черчилль одружився з Розамунд Маргарет Денні, яка народила двох синів:
- Малькольм Джон Леслі (11 листопада 1942);
- Родні Алістер Гладстон (4 липня 1947).

## Нагороди
Отримав численні нагороди, серед яких:
- Воєнний Хрест (Велика Британія) (20 грудня 1940)
  - Представлення до нагороди: «27 травня на цього офіцера, коли він командував своєю ротою, постійно нападали і врешті-решт його оточили. Однак, він бився зі своїми двома кулеметниками, поки не закінчилися всі боєприпаси, після чого він знищив зброю вивів загін у темряві через ворожі рубежі і врешті-решт повідомив про це в головний штаб бригади. Його дії, безсумнівно, затримали ворога в цьому районі на тривалий час, що дозволило іншим військам відійти через канал.»
- Згадка у доповіді (3 квітня 1942)
- Орден «За видатні заслуги» (Велика Британія) — нагороджений двічі (13 січня і 20 липня 1944)
- Знак парашутиста